# Ruumissaari (ö i Lappland, Östra Lappland, lat 66,32, long 27,99)
Ruumissaari är en ö i Finland. Den ligger i sjön Ala-Suolijärvi och Oivanjärvi och i kommunen Posio i den ekonomiska regionen  Östra Lapplands ekonomiska region  och landskapet Lappland, i den norra delen av landet, 700 km norr om huvudstaden Helsingfors. Öns area är 0,4 hektar och dess största längd är 100 meter i nord-sydlig riktning.